# اللغة الكشميرية

لقطة شاشة من الصفحة الرئيسية لموسوعة ويكيبيديا الكشميرية.

اللغة الكشميرية هي لغة مسلمي كشمير وجامو وآزاد کشمیر والذين يتجاوز عددهم إثني عشر مليونا.